# Fresneña
Fresneña ist ein Ort und eine nordspanische Landgemeinde (municipio) mit 66 Einwohnern (Stand: 2024) in der Provinz Burgos in der Autonomen Gemeinschaft Kastilien-León.

## Bevölkerungsentwicklung
| Jahr      | 1857 | 1900 | 1950 | 2000 | 2020 |
| Einwohner | 319  | 360  | 361  | 117  | 68   |